# Brunettia lyrata
Brunettia lyrata är en tvåvingeart som beskrevs av Quate 1967. Brunettia lyrata ingår i släktet Brunettia och familjen fjärilsmyggor. Inga underarter finns listade i Catalogue of Life.